# Sierra de Imataca
La sierra de Imataca o serranía de Imataca es una formación de montaña que forma parte de la reserva terrestre en el extremo norte de la Región Guayana. Se ubica desde el centro este hasta el extremo este del Estado Bolívar y del Estado Delta Amacuro, en el este de Venezuela. Su altura va desde los 250 hasta los 750 m de altura.

## Geología
Esta formación concentra una gran porción de elementos ferríferos y otros minerales de la Región Guayanesa. Forma un conjunto con el Macizo Guayanés. Junto al resto del Macizo Guayanés tienen una de las formaciones más antiguas sobre el Planeta Tierra.
El clima en la Sierra oscila entre los 18º y 28 °C.

## Conservación
En esta sierra, se encuentra el águila arpía, ave del Municipio Padre Pedro Chien, por ende, el territorio de la Sierra está protegido por leyes ambientales.
Actualmente, está amparada bajo el régimen de protección especial de Reserva Forestal; sin embargo la zona está peligrosamente afectada por la actividad minera y forestal que allí opera.
El gobierno venezolano no ha logrado manejar adecuadamente el conflicto de intereses que convergen en la Sierra del Imataca, pues no se trata únicamente de su importancia geológica, sino también de la existencia comprobada de comunidades indígenas en la zona, así como la constante puja por la explotación y el aprovechamiento de los recursos naturales y forestales. A la fecha, La Serranía está estancada en un estatus controvertido, pues la actividad minera esta autorizada en sectores delimitados; existe actividad minera furtiva en una mucha mayor extensión;  mientras que la actividad forestal se mantiene menospreciada.